# Riu Pas
El riu Pas és un riu situat al nord d'Espanya, en la Cornisa Cantàbrica, que discorre 57 km per la Comunitat Autònoma de Cantàbria i desemboca a la Mar Cantàbrica. Els seus principals afluents són el riu Yera, Viaña, Barcelada, Jaral, Magdalena, Pandillo i Pisueña.